# Mount Rymill
Der Mount Rymill ist ein 602 m hoher und wuchtiger Berg im ostantarktischen Mac-Robertson-Land mit wellenförmiger Oberflächenstruktur, die durch zahlreiche Felspolygone gekennzeichnet ist. Er ragt 10 km westlich des Mount Stinear in den Prince Charles Mountains auf.
Luftaufnahmen vom Berg entstanden bei einem Überflug im Rahmen der Australian National Antarctic Research Expeditions (1956–1958). Das Antarctic Names Committee of Australia (ANCA) benannte ihn nach dem australischen Polarforscher John Rymill (1905–1968), Leiter der British Graham Land Expedition (1934–1937).